# Pakistan Air Force Football Club
Maillots
Le Pakistan Air Force Football Club (en ourdou : پاک فِضائیہ فٹ بال کلب), plus couramment abrégé en PAF FC, est un club pakistanais de football fondé en 1985 et basé à Islamabad, la capitale du pays.
Le club, qui appartient aux Forces aériennes pakistanaises, évolue en Pakistan Premier League.

## Histoire
L'équipe joue ses matchs à domicile au PAF Complex de Islamabad. Après avoir été sacré pour la première fois en 1986, il débute en National Premier League lors de la saison 2009.
Son meilleur résultat en championnat est une troisième place, obtenue en 2015. Le club remporte pour la première fois la Coupe du Pakistan en 2014 en s'imposant en finale face à K-Electric FC.

## Bilan sportif

### Palmarès
| Compétitions nationales |
| --- |
| - Championnat du Pakistan (1) : - Champion : 1986. - Coupe du Pakistan (2) : - Vainqueur : 2014 et 2018. - Finaliste : 1994. |

### Performances internationales
- Coupe d'Asie des clubs champions :
  - 1 apparition : 1987 : élimination au premier tour

## Personnalités du club

### Présidents du club
- Mehmood Zaidi
- Asim Suleman

### Entraîneurs du club
- Mohammad Arshad
- Salman Chaudhry